# Joan Rocamora
Joan Rocamora   (Barcelona, 1967 - 20 de novembre de 2024) va ser un filòleg i militant independentista català. Va ser un dels fundadors de la publicació digital Llibertat.cat.

## Biografia
El 1992 va ser un dels primers detinguts durant l'Operació Garzón, un mes abans de la inauguració dels Jocs Olímpics de Barcelona, acusat de formar part de Terra Lliure. Rocamora va ser torturat pels agents de la Guàrdia Civil abans de ser traslladat a Madrid, i va restar a la presó de Can Brians fins al 8 de març de 1996, que va ser posat en llibertat amb Pep Musté.
Veí de Cerdanyola del Vallès i membre de la plataforma Cerdanyola Decideix, va impulsar la consulta del 9 de novembre de 2014 i el referèndum sobre la independència de Catalunya de 2017, va format part de l'Assemblea Nacional Catalana i dels Comitès de Defensa de la República. Doctor en literatura catalana i arts escèniques, va exercir de professor de llengua catalana a l'Institut Banús.

## Obra publicada
- Sastre, Carles; Benítez, Carles; Musté, Pep; Rocamora, Joan. Terra Lliure: punt de partida 1979-1995. Una biografia autoritzada.  Edicions del 1979, 2012. ISBN 9788494012600.[4]
- Escrits en llibertat, 2024.[5]